# Matthias Henkel (Fußballspieler)
Matthias Henkel (* 4. August 1960) ist ein deutscher ehemaliger Fußballspieler. In der Saison 1983/84 spielte er für die Betriebssportgemeinschaft Motor Rudisleben in der DDR-Liga, der zweithöchsten Spielklasse im DDR-Fußball.

## Sportliche Laufbahn
Bevor Matthias Henkel 1983 seine sportliche Heimat, die Betriebssportgemeinschaft Einheit Rudolstadt Richtung Rudisleben verließ, hatte er mit der Mannschaft mehrere Jahre in der viertklassigen Bezirksklasse Gera gespielt. 
Zur Saison 1983/84 schloss sich Matthias Henkel dem DDR-Ligisten Motor Rudisleben an. Er schaffte ohne weiteres den Sprung über zwei Klassen und konnte sich auf der Linksaußenstürmer-Position als Stammspieler behaupten. Von den 22 ausgetragenen Ligaspielen bestritt Henkel 20 Begegnungen, wobei er 16-mal in der Startelf stand. Als Torschütze war er dreimal erfolgreich. Die Mannschaft hatte dagegen weniger Erfolg, denn trotz des erreichten 7. Platzes musste sie wegen der Reduzierung der DDR-Liga von fünf auf zwei Staffeln wieder zurück in die Bezirksliga. Zuvor hatte sie im DDR-Fußballpokal die beiden ersten Runden bestritten. Henkel war in beiden Spielen dabei und kam beim 4:0-Sieg in der 1. Runde zu einem Tor.
Matthias Henkel nahm den Abstieg aus der DDR-Liga zum Anlass, wieder zu Einheit Rudolstadt zurückzukehren. Dort spielte er bis 1989 wieder in der Bezirksklasse. In der Saison 1988/89 gelang der BSG Einheit mit Henkel als Mannschaftskapitän der Aufstieg in die Bezirksliga. An diesem Erfolg hatte Henkel mit 35 Toren bei 28 von 30 Punktspielen einen erheblichen Anteil. Nach nur einer Spielzeit musste die BSG Einheit wieder absteigen und Matthias Henkel beendete seine Laufbahn als Fußballspieler im Leistungsbereich. 